# جوني هانسن (لاعب كرة قدم دانمركي)
جوني هانسن (بالدنماركية: Johnny Terney Hansen)‏ (14 نوفمبر 1943 في الدنمارك - ) هو لاعب كرة قدم دانمركي في مركز الدفاع. شارك مع منتخب الدنمارك تحت 21 سنة لكرة القدم ومنتخب الدنمارك لكرة القدم. أما مع النوادي، فقد لعب مع بايرن ميونخ ونادي فايله ونادي نورنبرغ.

## وصلات خارجية
- جوني هانسن على موقع الاتحاد الأوربي (الإنجليزية)
- جوني هانسن على موقع قاعدة بيانات كرة القدم.إي يو (الإنجليزية)
- جوني هانسن على موقع بيانات كرة القدم. دي إي (الألمانية)
- جوني هانسن على موقع ناشيونال فوتبول تيمز (الإنجليزية)
- جوني هانسن على موقع عالم كرة القدم.نت (الإنجليزية)